# Океанічні вали
Океанічні вали (рос. океанические валы, англ. oceanic rises; нім. ozeanische Rücken m pl) — найпростіша позитивна структура таласократону, що являє собою склепінчасте підняття океанічної земної кори.
Крила О.в. часто ускладнені скидами, а склепінчаста частина — розломами.
До склепінчастої частини О.в. часто приурочені скупчення або вервечки вулканів. Базальтовий шар кори під О.в. потовщений, а поверхня покрівлі верхньої мантії під ними трохи увігнута.
На дні океанів О.в. являють собою видовжені підняття з пологими схилами, які несуть на собі вулканічні підводні і острівні гряди. Довжина О.в. — 1000—1500 км, ширина — декілька сотень км, висота — від декількох сотень м до 1-2 км.
Приклади О.в. — Гавайський вал, Вал Шатського та ін.